# Partito Liberal-Democratico (Macedonia del Nord)
Il Partito Liberal-democratico ( in macedone: Либерално-Демократска Партија, Liberalno-Demokratska Partija), in sigla LDP, è un partito liberal-sociale della Repubblica della Macedonia del Nord. Il Partito Liberal-democratico è stato fondato nell'aprile 1997 come fusione fra il Partito Liberale di Macedonia ed il Partito Democratico di Macedonia. Quando il Partito liberale venne rifondato nel 1999, una parte importante del precedente Partito liberale rimase all'interno del LDP.
Dal 1994 il LDP è membro dell'Internazionale Liberale. Dal 2016, è inoltre affiliato al partito politico europeo dell'ALDE.
L'attuale leader del partito è Monika Zajkova, eletta durante l'ottavo Congresso nazionale il 20 novembre 2022. Zajkova ha preso il posto di Goran Milevski alla guida del partito per i successivi quattro anni, fino al 2026, e divenendo la più giovane e la prima donna leader del partito.

## Leader di partito
Il primo leader del LDP è stato Petar Goshev, l'ultimo presidente dell'ex-Lega dei Comunisti di Macedonia. Goshev si dimise nella primavera del 1999, in seguito al risultato elettorale negativo alle elezioni parlamentari del 1998. Al suo posto venne eletto il suo Vicepresidente, Risto Penov.
L'11 febbraio 2007, l'ex-Ministro della difesa della Macedonia del Nord, Jovan Manasievski, ha ricoperto il ruolo di leader del partito fino al 2011.
Nel 2011, Andrej Žernovski è stato eletto nuovo leader del partito, ricoprendo tale carica fino al 2015, quando venne sostituito da Goran Milevski.

## Risultati elettorali
Alle elezioni parlamentari in Macedonia del 1998, il Partito Liberal-democratico (LDP) si è presentato in coalizione con il Partito Democratico di Macedonia, ottenendo 79.000, ottenendo l'elezione di 4 membri del parlamento della Macedonia, tra cui lo stesso leader del partito Petar Goshev. Nel 1999, il LDP è entrato nella coalizione di governo della Macedonia guidato da Ljubčo Georgievski, con la nomina di Radovan Stojkoski come ministro senza portafoglio. Nello stesso anno, il LDP ha partecipato alle elezioni presidenziali del 1999 col proprio candidato Stojan Andov, ottenendo 112.000 voti senza riuscire a superare il primo turno delle votazioni.
Alle elezioni parlamentari in Macedonia del 2002, il Partito Liberal-democratico (LDP) ottenne 12 seggi su 120, in quanto facente parte dell'Alleanza "Insieme per la Macedonia", guidata dall'Unione Socialdemocratica di Macedonia (SDSM) e dal LDP stesso. Dopo le elezioni del 2002, il LDP fece parte della coalizione di governo assieme alla Unione Socialdemocratica di Macedonia e alla Unione Democratica per l'Integrazione (UDI), ottenendo la nomina di quattro ministri.
Dopo le elezioni parlamentari in Macedonia del 2006, il LDP fece nuovamente parte di una coalizione assieme all'Unione Socialdemocratica di Macedonia, ottenendo solamente 5 seggi al parlamento macedone (dai 12 seggi conquistati nel 2002). A seguito dell'esito elettorale, il leader Risto Penov annunciò le proprie dimissioni.
Durante le elezioni parlamentari del 2011, il LDP perse tutti i seggi (4) precedentemente ottenuti, riportando solamente l'1.48% delle preferenze elettorali.
Il LDP è stato una componente della coalizione "Alleanza per il Futuro" assieme all'Unione Socialdemocratica di Macedonia, il Partito Popolare VMRO, il Nuovo Partito Socialdemocratico, Uniti per la Macedonia e Dignità.
In seguito alle elezioni locali del 2013, il candidato del LDP alla carica di sindaco per la città di Centar, Andrej Zernovski, sconfisse l'allora sindaco uscente Vladimir Todorovik, ottenendo una grande maggioranza delle preferenze nel corso di una tornata elettorale durata tre turni. L'opposizione, guidata dall'Unione Socialdemocratica di Macedonia, criticò il governo e accusò il governo di aver ottenuto voti in maniera illecita portando votanti da Pustec, città in Albania. In seguito ad accertamenti con prove video e l'individuazione di nomi strani sulle liste elettorali provarono che queste accuse fossero vere. Ciononostante, il candidato dell'opposizione annunciò la vittoria elettorale in seguito a un'elezione complicata e dubbia nel comune. Non venne fornita alcuna risposta da parte dell'allora governo in carica in Macedonia, il Partito Popolare VMRO ha rigetta qualsiasi accusa.
Il 2 dicembre 2016, il LDP è divenuto membro dell'Alleanza dei Liberali e dei Democratici per l'Europa (ALDE). Alle elezioni parlamentari anticipate del 2016, il LDP si è presentato in coalizione con l'Unione Socialdemocratica di Macedonia. La coalizione ottenne 440.000 preferenze e un totale di 49 seggi su 120 alla Sobranie, con il LDP che ottenne 3 di questi seggi.
Alle elezioni parlamentari del 2020, il LDP si è nuovamente presentato in coalizione guidata dall'Unione Socialdemocratica di Macedonia, ottenendo 2 seggi alla Sobranie.